# Гамберстоніт
Гамберстоніт (гумберстоніт, хумберстоніт) — мінерал, водний сульфато-нітрат натрію, калію і магнію.

## Етимологія та історія
Назва — за прізвищем американського хіміка Дж. Т. Гамберстона (J. T. Humberston), G. E. Ericksen та інш., 1967.

## Опис
Хімічна формула: Na7K3Mg2[(SO4)6 |(NO3)2]6H2O.
Склад у % (з родов. пустелі Атакама, Чилі): Na2O — 18,43; K2O — 12,17; MgO — 7,47; SO3 — 42,99; N2O5 — 9,14; H2O+ — 9,78; H2O- — 0,40.
Сингонія тригональна. Ромбоедричний вид. Утворює суцільні аґреґати, які складаються з дрібних кристаликів. Спайність досконала по (0001). Густина 2,25. Форми виділення: безбарвні прозорі тонкотаблитчасті дрібні кристали, тонкі 6-гранні пластинки, щільні аґреґати. кристали. Крихкий. Злом нерівний. Легко розчиняється у воді.

## Поширення
Знайдений у кількох родовищах селітри в пустелі Атакама (Чилі).